# María Romanillos
María Romanillos, née le 17 mars 2004, est une actrice de cinéma et de télévision espagnole.

## Biographie
María Romanillos nait en 2004 à Madrid, où elle suit une formation à l'école de théâtre Cuarta Pared et à l'école de cinéma Primera Toma. En 2020, elle fait ses débuts à la télévision, dans un rôle mineur, dans Antidisturbios, (Riot Police). Elle fait ses débuts au cinéma dans Las consecuencias (2021) de Claudia Pinto, jouant une fille arrivant sur une île isolée aux côtés de ses parents.
Pendant deux saisons (2021-2022), elle joue dans la série dramatique pour adolescents de fiction spéculative Paradise. En 2022, elle joue dans le film dramatique à suspense No mires a los ojos (Staring at Strangers), basé sur un roman de Juan José Millás ; elle interprète une fille vivant avec ses parents dans une maison perturbée par la présence d'un étranger qui est arrivé par inadvertance chez eux caché dans une armoire. Elle joue également dans le film d'horreur surnaturel 13 Exorcismes (2022), incarnant la protagoniste, une jeune fille « diagnostiquée » comme souffrant d'une possession démoniaque. En 2024, elle incarne une adolescente rêvant de pouvoir écrire aussi bien que son oncle, un écrivain réputé, dans La casa (en). Elle tient également dans Norberta le rôle de Paula, la petite-fille au genre fluide de Norberto (joué par Luis Bermejo (es)), qui se sent être une femme piégée dans le corps d'un homme.
En 2024, elle termine le tournage du thriller El cuento del lobo (dans le rôle d'une femme de ménage) et rejoint le casting de la série dramatique sportive pour adolescents de Netflix Olympo.

## Filmographie

### Film
| Année | Titre                         | Rôle           | Remarques            |        |
| ----- | ----------------------------- | -------------- | -------------------- | ------ |
| 2021  | Las consecuencias             | Gabi           | Premier long métrage | [ 3 ]  |
| 2022  | No mires a los ojos           | María          |                      | [ 10 ] |
| 2022  | 13 Exorcismes (13 exorcismas) | Laura Villegas |                      | [ 1 ]  |
| 2024  | La casa (en)                  | Ema            |                      | [ 11 ] |
| 2024  | Norberta                      | Paula          |                      | [ 7 ]  |
| 2024  | El cuento del lobo            | Lucía          |                      | [ 8 ]  |

### Télévision
| Année     | Titre                                                    | Rôle          | Remarques              |       |
| --------- | -------------------------------------------------------- | ------------- | ---------------------- | ----- |
| 2020      | Antidisturbios (Police anti-émeute)                      | Lucía Osorio  |                        | [ 1 ] |
| 2021      | Maricón perdido (Queer You Are)                          | Bea           |                        | [ 1 ] |
| 2021      | Historias para no dormir (Histoires pour rester éveillé) |               | Épisode : « El doble » | [ 1 ] |
| 2021–2022 | Paraíso (Paradis)                                        | Béa           | Saisons 1–2            | ,     |
| 2025      | Olympo                                                   | Núria Bórgues |                        | ,     |

## Distinctions
| Année | Prix                                              | Catégorie                                                      | Travail           | Résultat   |        |
| ----- | ------------------------------------------------- | -------------------------------------------------------------- | ----------------- | ---------- | ------ |
| 2021  | 24e Festival du film de Malaga                    | Biznaga d'argent pour la meilleure actrice dans un second rôle | Las consecuencias | Lauréat    | [ 15 ] |
| 2021  | 36e Festival international du film de Guadalajara | Meilleure actrice                                              | Las consecuencias | Lauréat    | [ 2 ]  |
| 2021  | 4e Prix Berlanga                                  | Meilleure actrice dans un second rôle                          | Las consecuencias | Nomination | [ 16 ] |
| 2025  | 7e édition des Lola Gaos Awards                   | Meilleure actrice dans un second rôle                          | La casa (en)      | Lauréat    | [ 17 ] |